# اندرو گلد

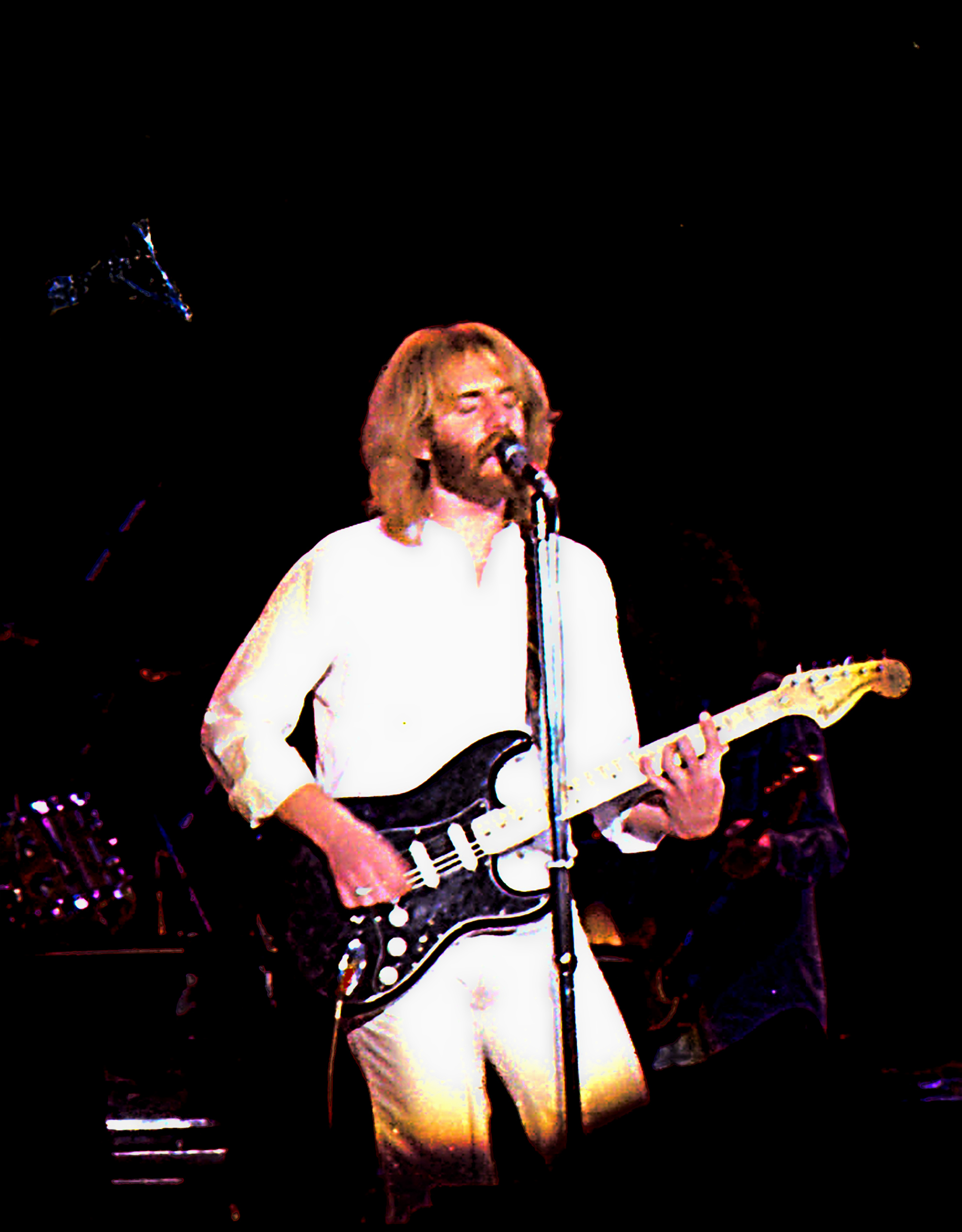
Andrew Gold in Amsterdam

اندرو گلد (انگلیسی: Andrew Gold؛ ۲ اوت ۱۹۵۱ – ۳ ژوئن ۲۰۱۱) یک موسیقی‌دان اهل ایالات متحده آمریکا بود. وی بین سال‌های ۱۹۶۸ تا ۲۰۱۱ میلادی فعالیت می‌کرد.